# RGBI (индекс)
В качестве показателей ценовой динамики рынка государственных облигаций (ГКО-ОФЗ) ММВБ осуществляет расчет Индексов государственных облигаций России (далее — Индексы). Начальные значения Индексов на 31 декабря 2002 г. принимаются равными 100 пунктам.

## Виды Индексов государственных облигаций России
Индексы отражают изменение рыночной стоимости государственных облигаций и включают в себя:
1. Индекс государственных облигаций России ценовой (MCX: RGBI), который рассчитывается по методике индекса «чистых» цен (англ.)(clean price index);
2. Индекс государственных облигаций России — валовый (RGBI-g), ныне не рассчитывается, ранее считался по методике индекса «грязных» цен (англ.)(gross price index);
3. Индекс государственных облигаций России — совокупный доход (MCX: RGBITR), который рассчитывается по методике индекса совокупного дохода (англ.) (total return index (англ.)).

## Методика расчёта и база расчёта Индексов государственных облигаций России
Под базой расчёта понимается список выпусков облигаций (ГКО-ОФЗ), используемых при расчёте Индексов государственных облигаций России и индикаторов доходности к погашению государственных облигаций России.
База расчёта автоматически пересчитывается по итогам каждого календарного месяца, что позволяет своевременно учитывать изменяющуюся конъюнктуру рынка ГКО-ОФЗ.
При определении базы расчёта не рассматриваются выпуски облигаций:
- используемые в операциях по продаже Банком России облигаций с обязательством обратного выкупа;
- срок до погашения которых составляет менее 365 дней по состоянию на последнее календарное число месяца действия новой базы расчёта.

В базу расчёта включаются выпуски облигаций, индикатор ликвидности по которым превышает пороговое значение, равное 1.
Формула индикатора ликвидности
{\displaystyle L_{i}=\left({\frac {V_{i}}{\overline {V}}}\right)^{\alpha }\cdot \left({\frac {T_{i}}{\overline {T}}}\right)^{\beta },}
где:
{\displaystyle V_{i}} — среднедневной объём торгов по i-му выпуску облигаций, руб.;
{\displaystyle T_{i}} — среднедневное количество сделок с i-м выпуском облигаций;
{\displaystyle {\overline {V}}} — среднедневной объём торгов, рассчитанный по формуле среднего арифметического на основе значений {\displaystyle V_{i}} по всем рассматриваемым выпускам облигаций, руб.;
{\displaystyle {\overline {T}}} — среднедневное количество сделок, рассчитанное по формуле среднего арифметического на основе значений {\displaystyle T_{i}} по всем рассматриваемым выпускам облигаций;
{\displaystyle \alpha ,\beta } — весовые коэффициенты, равные 0,2 и 0,8 соответственно.
При расчёте среднедневного объёма торгов и среднедневного количества сделок по i-му выпуску облигаций учитываются только сделки, заключенные на вторичных торгах на основе заявок, адресованных всем участникам торгов (режим анонимных сделок).
Расчёт значений Индексов осуществляется непрерывно в режиме реального времени в ходе торгов по мере совершения сделок с облигациями, включёнными в базу расчета Индексов. При этом учитываются только те цены сделок, которые включаются в расчёт средневзвешенных цен.

## Использование Индексов государственных облигаций России
Индексы государственных облигаций ММВБ призваны выполнять функцию индикаторов ситуации, складывающейся на российском рынке государственного долга. Повышая прозрачность и информативность российского фондового рынка, они позволяют инвесторам и всем заинтересованным лицам отслеживать как общее направление, так и краткосрочные колебания на рынке российских государственных облигаций, оценивать эффективность инвестиций в данные инструменты, строить прогнозы развития рынка.
Правилами расчета Индексов предусмотрен четкий и прозрачный механизм формирования базы расчета, кроме того они в полной мере отвечают международным стандартам построения фондовых индексов: облигационные индексы ММВБ разработаны в соответствии с рекомендациями Европейской комиссии по облигациям (European bond commission) Европейской федерации финансовых аналитиков (European Federation of Financial Analysts Societies (англ.)).
Идентификаторы Индексов на ФБ ММВБ.
| RGBI    | RGBI   |
| RGBI-g  | RGBIG  |
| RGBI-tr | RGBITR |

## Формулы расчета
1. Индекс государственных облигаций России (RGBI)
{\displaystyle PI_{t}=PI_{t-1}\times {\frac {\displaystyle \sum \limits _{i}P_{i,t}\times N_{i,t-1}}{\displaystyle \sum \limits _{i}P_{i,t-1}\times N_{i,t-1}}}}
2. Индекс государственных облигаций России (валовый) (RGBI-g)
{\displaystyle GI_{t}=PI_{t}\times (1+AI_{t})}
{\displaystyle AI_{t}={\frac {\displaystyle \sum \limits _{i}A_{i,t}\times N_{i,t-1}}{\displaystyle \sum \limits _{i}P_{i,t}\times N_{i,t-1}}}}
3. Индекс государственных облигаций России (совокупный доход) (RGBI-tr)
{\displaystyle TR_{t}=TR_{t-1}\times {\frac {\displaystyle \sum \limits _{i}(P_{i,t}+A_{i,t}+C_{i,t})\times N_{i,t-1}}{\displaystyle \sum \limits _{i}(P_{i,t-1}+A_{i,t-1})\times N_{i,t-1}}}}
Обозначения:
- {\displaystyle P_{i,t}} — средневзвешенная цена облигации i-го выпуска в момент времени (день) t, выраженная в рублях;
- {\displaystyle A_{i,t}} — накопленный купонный доход облигации i-го выпуска в день t, выраженный в рублях;
- {\displaystyle C_{i,t}} — сумма выплаченного в день t купонного дохода по облигации i-го выпуска, выраженного в рублях;
- {\displaystyle N_{i,t-1}} — размещенный объём i-го выпуска облигаций, определенный по итогам t-1 дня, выраженный в штуках ценных бумаг.

При расчете значений Индексов в первый торговый день календарного месяца в числителе и знаменателе используется новая База расчета.